# كيفين مكدونالد
كيفين مكدونالد (بالإنجليزية: Kevin McDonald)‏ (مواليد 4 نوفمبر 1988 في كارنوستي - إسكتلندا) لاعب كرة قدم إسكتلندي يلعب حاليا لصالح نادي الدرجة الممتازة بيرنلي الإنجليزي منذ 2008 في مركز الوسط المحوري .

## روابط خارجية
- كيفين مكدونالد على موقع الاتحاد الأوربي (الإنجليزية)
- كيفين مكدونالد على موقع قاعدة بيانات كرة القدم.إي يو (الإنجليزية)
- كيفين مكدونالد على موقع ناشيونال فوتبول تيمز (الإنجليزية)
- كيفين مكدونالد على موقع Soccerbase.com (لاعب) (الإنجليزية)
- كيفين مكدونالد على موقع Soccerway.com (الإنجليزية)
- كيفين مكدونالد على موقع عالم كرة القدم.نت (الإنجليزية)
- كيفين مكدونالد على موقع AS.com (الإسبانية)